# (78535) Carloconti
(78535) Carloconti est un astéroïde de la ceinture principale.

## Description
(78535) Carloconti est un astéroïde de la ceinture principale. Il fut découvert le 6 septembre 2002 à Campo Imperatore par le projet CINEOS. Il présente une orbite caractérisée par un demi-grand axe de 2,60 UA, une excentricité de 0,11 et une inclinaison de 14,4° par rapport à l'écliptique.

## Compléments